# Emtricitabine/ténofovir

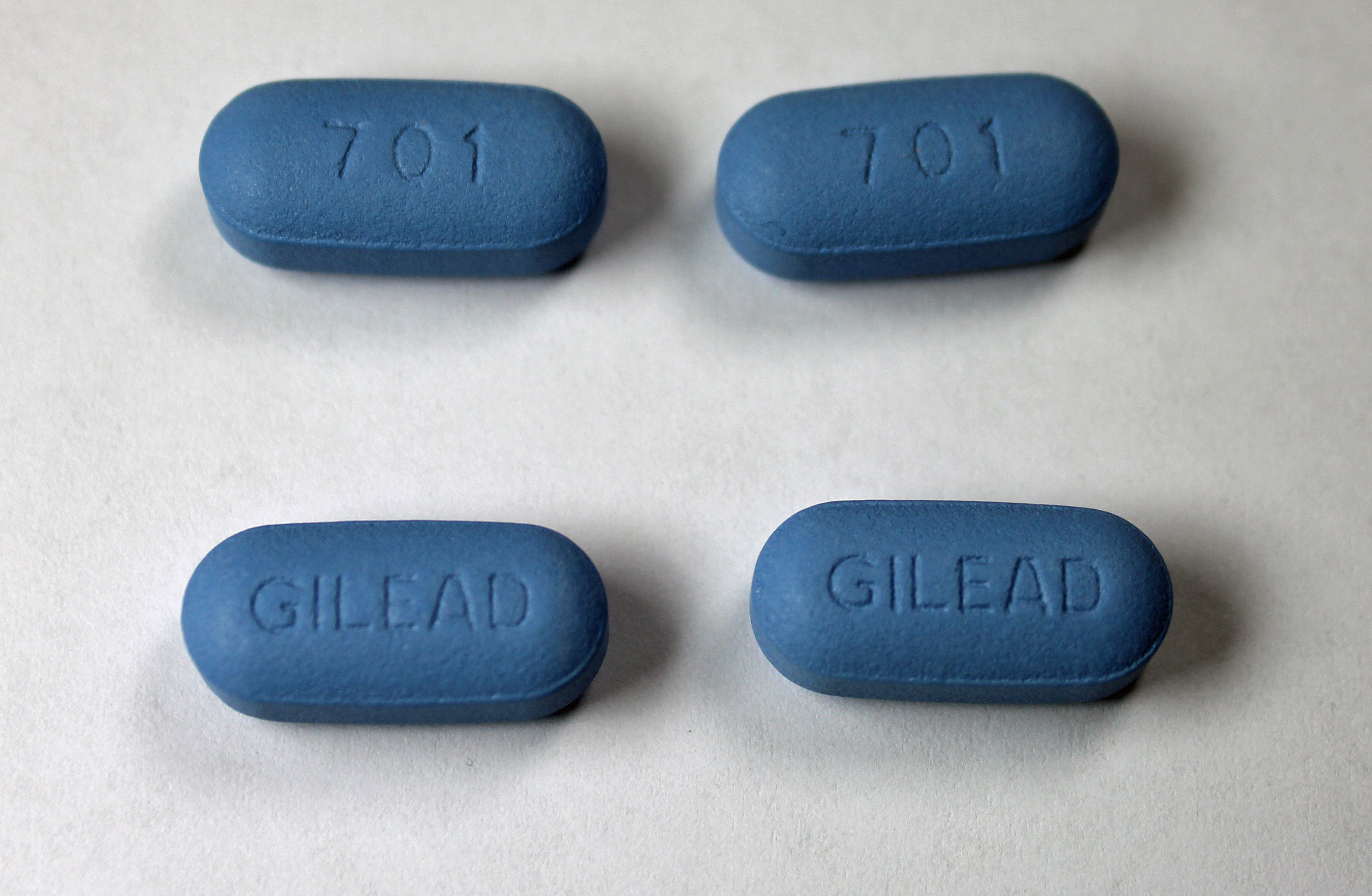
Truvada.

 (mai 2012).
L'emtricitabine/ténofovir est un agent antirétroviral contre le VIH-1 et le VIH-2, composé d’emtricitabine (nom commercial Emtriva) et de fumarate de ténofovir disoproxil (nom commercial Viread). Ces deux molécules sont des inhibiteurs nucléosidiques de la transcriptase inverse (INTI).
Il est prescrit lorsque le patient est déclaré séropositif, mais il est également étudié en prévention pour des populations précises, dans le cadre d'essai sur les PrEP et autorisé dans cette prescription au Canada, aux États-Unis, en Belgique et en France. Il est vendu sous le nom Truvada.

## Historique
Vers la fin des années 1980 et le début des années 1990, les premiers agents antiviraux contre le VIH font leur apparition, les inhibiteurs nucléosidiques de la transcriptase inverse. Par la suite, d’autres molécules seront découvertes, les inhibiteurs non-nucléosidiques, les inhibiteurs de la protéase et les inhibiteurs de la fusion. Ces développements mèneront à la trithérapie (en anglais, HAART : Highly active antiretroviral therapy), qui consiste à combiner plusieurs médicaments pour un meilleur traitement. Pour éviter que les patients prennent plusieurs comprimés chaque jour, la recherche essaie maintenant de combiner des inhibiteurs dans un même médicament, comme dans le cas de l'emtricitabine/ténofovir. Les chercheurs tentent ainsi d’augmenter l’adhésion au traitement. Ce comprimé a été fait par le chercheur Antonín Holý et la compagnie Gilead Sciences et il fut approuvé par la FDA (Food and Drug Administration) le 2 août 2004.

## Composition et posologie
L'emtricitabine/ténofovir est composé de 200 mg d’emtricitabine et de 300 mg de fumarate de ténofovir disoproxil. Le comprimé est administré par voie orale, une seule fois par jour, de préférence avec un repas, même léger. Pour suivre la trithérapie, ce médicament est souvent combiné avec un inhibiteur non-nucléosidique de la transcriptase inverse ou un autre agent antirétroviral contre le VIH. Le comprimé contient aussi des éléments non médicinaux qui peuvent avoir une importance clinique comme le lactose monohydraté et l’amidon prégélatinisé.
Le patient commence à prendre ce traitement soit en prophylaxie, soit lorsque le nombre de lymphocytes T CD4+ dans son sang atteint entre 200 et 350 cellules par millilitre, à la suite de l’infection par le VIH.

## Mécanisme d'action
L’emtricitabine et le fumarate de ténofovir disoproxil sont deux inhibiteurs nucléosidiques de la transcriptase inverse. Cependant, ils ne sont pas l’analogue du même nucléoside et donc, le mécanisme d’action diffère légèrement. Les nucléosides doivent être phosphorylés dans les cellules pour devenir des nucléotides et être intégrés dans la réplication de l’ADN par la transcriptase inverse.

### Emtricitabine
L’emtricitabine est un analogue synthétique de la cytosine. Ce composé est phosphorylé dans les cellules par leurs enzymes cellulaires. À la suite de sa phosphorylation, l’emtricitabine-5’-triphosphate fait compétition avec la désoxycytidine-5’-triphosphate, qui est le nucléotide naturel de la cellule. La liaison de l’emtricitabine phosphorylée avec l’ADN, inhibe la transcriptase inverse et entraîne l’arrêt de la réplication. Ce médicament n’est pas totalement spécifique à la transcriptase inverse et donc, il a une faible affinité pour des polymérases cellulaires comme α et β. Cette molécule est active contre le VIH 1 et 2, mais aussi contre l’hépatite B.

### Fumarate de ténofovir disoproxil
Le fumarate de ténofovir disoproxil est d’abord hydrolysé pour obtenir le métabolite actif, le ténofovir. Par la suite, il est phosphorylé par les enzymes cellulaires en ténofovir diphosphate. Ce composé entre en compétition avec le nucléotide naturel, la désoxyadénosine-5’-triphosphate. Le ténofovir diphosphaste est un nucléotide et il va ainsi inhiber l’activité de la transcriptase inverse, puis il va faire l’arrêt de la réplication de l’ADN viral. Ce médicament a aussi une faible affinité pour certaines polymérases d’ADN cellulaire. Comme l’emtricitabine, le ténofovir agit contre le VIH 1, 2 et l’hépatite B.

## Pharmacocinétique

### Emtricitabine
À la suite de la prise d’une dose unique de 200 mg d’emtricitabine, la concentration maximale plasmatique est atteinte entre 1.25 et 3 heures. La demi-vie de ce composé est d’environ dix heures. Lors d’une étude de Gilead Sciences, l’emtricitabine a été marquée avec une molécule radioactive et les résultats ont montré que 86 % du composé était excrétée dans l’urine, tandis que 13 % était récupérée en métabolites. Le comprimé est, finalement, éliminé dans l’urine par filtration glomérulaire et par sécrétion tubulaire.

### Fumarate de ténofovir disoproxil
Pour ce médicament, la concentration plasmatique maximale est atteinte en seulement une heure environ, pour la prise d’une simple dose de 300 mg de ténofovir. Il y a environ 25 % du composé qui est absorbé tandis que 70 à 80 % est excrété dans l’urine de façon intacte. L’élimination du fumarate de ténofovir disoproxil s’effectue de la même manière que pour l’emtricitabine, par le système rénal. La demi-vie du ténofovir est approximativement de 17 heures et son activité intracellulaire, lorsqu’il est transformé en ténofovir diphosphate, est de 40 heures.

## Contre-indications
Étant donné que ce médicament contient une dose d'emtricitabine et une dose de ténofovir, il est évident que l’administration de ces deux médicaments seuls ne suffit pas pour une trithérapie. Il faut donc l'associer à un troisième antiviral. Dans ce contexte, l’Atripla, qui est une combinaison d’emtricitabine et de fumarate de ténofovir disoproxil, associée à un inhibiteur non nucléosidique de la transcriptase inverse, l’éfavirenz, ne peut pas convenir car cela causerait une surdose d'emtricitabine/ténofovir. Le lamivudine qui possède  de grandes similarités avec l'emtricitabine ne convient pas non plus. Donc, les médicaments qui en contiennent, comme 3TC, Combivir, Heptovir, Kivexa et Triumvir, sont à éviter. L’Hepsera, composé d’adéfovir dipivoxil, une molécule semblable au ténofovir, est à bannir également.
Pour la trithérapie, des études cliniques faites par la Gilead Sciences, ont montré que l’utilisation de trois inhibiteurs nucléosidiques de la transcriptase inverse (NRTI) sont moins efficaces que deux NRTIs combinés avec un autre antirétroviral d'une classe différente. En effet, l'utilisation de trois NRTIs ciblant la même fonction de la transcriptase inverse est moins efficace, car une mutation provoquant la résistance à un NRTI peut entraîner la résistance à un autre, voire aux deux autres, et entrainer un échec du traitement.
Il est déconseillé de prendre l'emtricitabine/ténofovir lorsque le patient a une co-infection avec le VIH et l’hépatite B (HVB), car ce traitement n’est pas approuvé pour contrer l’infection contre le HVB. Il est donc nécessaire de faire un dépistage avant le traitement. Si un patient co-infecté avec ces virus suit ce traitement, un suivi médical doit être fait régulièrement, pendant et après quelques mois, à la suite de la prise du médicament. Le patient pourrait avoir des complications au niveau du foie, comme une décompensation ou une insuffisance hépatique. 
Aucune étude clinique n’a été effectuée sur les femmes enceintes. Il est donc déconseillé de prendre ce traitement durant une grossesse. Par contre, des études de Gilead Sciences, ont été faites sur des animaux et aucun problème pour le fœtus n’a été observé, mais aucune conclusion ne peut en être tirée pour les femmes. De plus, la fertilité n’est pas affectée par l'emtricitabine/ténofovir, selon les tests sur les animaux. Il est aussi important de ne pas allaiter durant le traitement, car le VIH peut se transmettre verticalement par l’allaitement. Les recherches n’ont pas encore prouvé si l’emtricitabine ou le ténofovir peuvent être excrétés dans le lait maternel, mais puisque la transmission du VIH est possible, tout risque est à éviter.

## Effets indésirables
L’étude 934 effectuée par Gilead Sciences montre que les effets secondaires principaux lors de l’administration d’Emtriva et de Viread associés avec l’éfavirenz sont :
- système sanguin et lymphatique : anémie ;
- système gastro-intestinal : diarrhées, nausées et vomissements ;
- général : fatigue ;
- infections et infestations : sinusite, infections des voies respiratoires hautes et rhinopharyngite ;
- système nerveux : somnolence, céphalées et étourdissements ;
- psychiatrique : dépression, insomnie et rêves anormaux ;
- tissus cutanés et sous-cutanés : éruption cutanée.

Une diminution de la densité minérale osseuse a été remarquée chez certains patients sous traitement au Viread, un composé de l'emtricitabine/ténofovir. Ceci peut augmenter le risque de fractures principalement au niveau des hanches et de la colonne lombaire, où les effets sur les os ont été plus importants. Les patients traités par emtricitabine/ténofovir doivent donc avoir une surveillance de leurs os, surtout ceux ayant des antécédents de fractures ou ceux qui ont des risques accrus de maladie comme l’ostéoporose. La prise d’ajout de calcium et de vitamine D n’a pas fait l’objet d’étude particulière, mais ils ont sûrement un effet bénéfique. 
Une redistribution du tissu adipeux (lipodystrophie) a été observée chez quelques patients. La masse adipeuse peut s’accroître dans les réserves dorsocervicales, mais diminuer en périphérie et au niveau facial. Il y a aussi une possibilité d’avoir de l’obésité tronculaire. Enfin, la redistribution de la masse adipeuse peut ressembler à la maladie de Cushing.
Un autre effet secondaire important est la néphrotoxicité. Étant donné que l’emtricitabine et le fumarate de ténofovir disoproxil sont éliminés par le système rénal, des cas de néphropathie ont été associés à la prise de Viread. Il est important de doser la créatinine de tous les patients qui vont ou qui prennent de l'emtricitabine/ténofovir afin d’assurer qu'il n'y ait aucune complication rénale. Les patients ayant déjà des risques de dysfonctionnement rénal doivent être surveillés étroitement, mais n’importe quel patient prenant de l'emtricitabine/ténofovir peut développer une néphropathie. Lorsque la créatinine a une clairance  comprise entre 30 et 49 ml par minute, l’administration de la dose doit être aux 48 heures au lieu d’être quotidiennement. Pour un patient qui aurait une clairance sous les 30 ml par minute, le traitement par emtricitabine/ténofovir doit être arrêté. Par le fait même, les agents néphrotoxiques autres ne doivent pas être combinés à ce comprimé. 

## Résistance
La résistance est due à des mutations dans la transcriptase inverse. Les mutations identifiées lors de l’administration du fumarate de ténofovir disoproxil sont K65R, M184V/I et K70E. Ce sont des mutations peu fréquentes, mais il a été démontré que les résistances sont beaucoup moins fréquentes lorsque le ténofovir est administré avec un autre composé comme l’emtricitabine. Selon l’étude 903 effectuée par Gilead Sciences, 22 % des patients ont développé une mutation K65R. Lors de la recherche 934, de la même compagnie, aucun résultat similaire n’a été prouvé. La trithérapie permet un traitement efficace, malgré une résistance sur l’un des composés. La variété d’agents antirétroviraux disponibles sur le marché permet également d’avoir une alternative de traitement lors d’une résistance

## Coût du traitement
Au Canada, le coût annuel du traitement est de 800 à 1000 $ canadiens, environ 200 $ pour la version générique.
Aux États-Unis où le générique n'est pas disponible, le coût annuel du traitement par l'emtricitabine/ténofovir est de 12 000 $.
En France, le prix mensuel en pharmacie de ville est de 460 € (pris en charge à 100 % par la sécurité sociale sur ordonnance depuis le 4 janvier 2016).
Des génériques sont disponibles depuis 2017 diminuant le coût à 170 €, toujours remboursé à 100 %.

## Prévention et études cliniques
L'emtricitabine/ténofovir a d’abord été approuvé par la FDA afin de ralentir la prolifération virale faite par l’infection au VIH. Des études plus récentes tendent à démontrer une action préventive contre le VIH. Les études ont été faites sur différentes populations humaines, mais tout d’abord sur des primates non humains. 
Une des premières études faites pour tester la prévention de l'emtricitabine/ténofovir a été effectuée sur des macaques et publiée dans PLoS Medicine en février 2008. Le but de la recherche était de prévenir la transmission rectale du SHIV par administration quotidienne ou intermittente d’emtricitabine avec du ténofovir. Les macaques ont été séparés en quatre groupes distincts. Le premier groupe recevait une dose quotidienne sous-cutanée d’emtricitabine seule qui est l’équivalent de la dose administrée à l’humain. Le deuxième prenait quotidiennement de l’emtricitabine et du ténofovir en dose équivalente pour l’homme. Le troisième et quatrième groupe recevaient une dose sous-cutanée d’emtricitabine et une dose de ténofovir plus élevée que normalement. Le troisième avait une administration quotidienne tandis que l’autre, par intermittence. Un certain nombre de macaques servait de contrôle et n’était donc pas traité. Les résultats montrent que l’emtricitabine seule donne une certaine protection, mais que celle-ci est nettement améliorée lorsqu’elle est combinée avec le ténofovir. Ces résultats peuvent s’expliquer par la demi-vie intracellulaire. En effet, la demi-vie est allongée lorsque l’emtricitabine est combiné au ténofovir, donc une meilleure efficacité. Pour les deux derniers groupes, la transmission du SHIV a été complètement bloquée par l’administration d’une plus grande dose, autant en prévention quotidienne qu’intermittente. Cependant, cette plus forte dose entraînerait probablement des toxicités chez l’humain. 
Une autre étude, publiée dans Science en 2010, a été faite sur les femmes de l’Afrique du Sud, où l’on a testé un gel vaginal contenant du ténofovir pour la prévention du VIH. Ces femmes avaient des relations sexuelles à risque, c’est pourquoi elles ont été choisies pour l’étude. Un certain nombre de femmes avaient le gel vaginal avec le ténofovir et d’autres avaient un gel placebo. Les résultats ont montré une diminution de 39 % des infections du VIH et une réduction de 54 % chez les femmes ayant eu une meilleure adhérence au traitement.
Une dernière étude, faite par la David Gladstone Institute, a été faite pour la prévention du VIH sur un groupe d’hommes ayant des relations sexuelles avec des hommes. Les hommes devaient être âgés de plus de dix-huit ans, être séronégatifs et avoir un haut risque de contracter le VIH. Une partie des hommes étaient traités par emtricitabine/ténofovir, une fois par jour par prise orale. Tandis que l’autre partie avait un placebo. Les résultats ont montré une réduction de la transmission du VIH de 44 %. Ce résultat est significatif, mais moins élevé que ce qui était espéré. 
Donc, les antirétroviraux comme l'emtricitabine/ténofovir montrent déjà une certaine prévention.
À la suite de ces recherches, les États-Unis ont approuvé l'utilisation du Truvada en prophylaxie. Notamment, il est très utilisé dans le milieu de la pornographie en complément des tests de dépistage lors du tournage de scènes sans protection. Il porte alors le nom de PrEP (pour Pre-Exposure Prophylaxis).

## Critiques
Aux États-Unis, l'utilisation du traitement à titre préventif a fait l'objet de nombreuses critiques, notamment sur le risque de le substituer au préservatif et d'encourager les comportements à risque. D'autres critiques se portent aussi sur les effets secondaires du traitement, son prix élevé, ainsi que le risque de créer une souche plus résistante du VIH, notamment si la prise journalière n'est pas respectée. Dans le pays, les Centres pour le contrôle et la prévention des maladies considèrent que le traitement doit être pris en conjonction avec l'usage du préservatif, puisque le Truvada ne protège pas des autres IST.